# 斯皮維 (堪薩斯州)
斯皮維（英語：Spivey）是一個位於美國堪薩斯州金曼縣的城市。

## 地方資料
根據2020年美國人口普查的數據，斯皮維的面積為1.35平方千米，當中陸地面積為1.35平方千米，而水域面積為0.00平方千米。當地共有人口61人，而人口密度為每平方千米45.19人。